# Église Saint-Laurent de Morlanne
L'église Saint-Laurent est une église catholique située à Morlanne, en France.

## Localisation
L'église est située dans le département français des Pyrénées-Atlantiques et la commune de Morlanne.

## Historique
L'édifice est classé au titre des monuments historiques en 1911.